# Amarante (Piauí)
Pour les articles homonymes, voir Amarante.
Amarante est une municipalité brésilienne située dans l'État du Piauí.